# سیارک ۱۳۴۹۷
سیارک ۱۳۴۹۷ (به انگلیسی: 13497 Ronstone، نامگذاری:1986EK1) سیزده هزار و چهارصد و نود و هفتمین سیارک کشف شده‌است که در ۵ مارس ۱۹۸۶ کشف شد.
قدر مطلق سیارک برابر ۳۲.۳ است.